# MFK 비트코비체
FC 비트코비체(체코어: FC Vítkovice)는 오스트라바에 속한 구역인 비트코비체(Vítkovice)를 연고로 하는 체코의 축구 클럽이다. 현재는 체코의 4부 축구 리그인 체코 4부 리그에 참가하고 있다.
1919년에 설립되었으며 2011년 파산으로 인해 해체되었다가 다시 설립되었다.

## 성적
- 체코슬로바키아 1부 리그 우승 1회 (1985-86)
- 모라바-실레시아 축구 리그 우승 1회 (1995-96)